# مسجد قلندرخانه
مسجد قلندرخانه (ترکی استانبولی: Kalenderhane Camii) یک کلیسای سابق ارتدکس در استانبول است که توسط پادشاهان عثمانی به مسجد مبدل شده‌است.
مسجد قلندرخانه در محلهٔ فاتح و در نزدیکی دانشگاه استانبول و آب‌راهه تاریخی والنس واقع شده‌است. در فضای داخلی این مسجد از سنگ‌های مرمر با رنگ‌های متنوع استفاده شده‌است.